# Acanthomyrmex
Acanthomyrmex is een geslacht van mieren uit de onderfamilie van de Myrmicinae. De wetenschappelijke naam van het geslacht werd voor het eerst geldig gepubliceerd door Carlo Emery in 1893.
Deze mieren komen voor in Zuidoost-Azië, waaronder Sri Lanka; ze zijn nog niet ontdekt in India of Nieuw-Guinea. Ze vormen kleine kolonies en worden slechts zelden verzameld. De mieren maken nesten in holten in dood hout en takken, in afval of onder en tussen stenen op de bodem van het woud. 
Alle soorten zijn dimorf: er zijn twee "kasten" van werkster met opvallende verschillen in lichaamsbouw (allometrische groei) tussen de "major"- en "minor"-vorm. De major-werksters hebben een enorm groot hoofd in verhouding tot de rest van het lichaam. Bij A. notabilis heeft een major-werkster een hoofd dat tweemaal zo lang is dan dat van een minor; het volume van het hoofd is ongeveer tien keer zo groot. Maar de voelsprieten van de major zijn slechts 5% langer dan die van dezelfde minor, en de romp slechts 3% langer. De minor is zelfs in totaal langer dan de major; deze laatste lijken soms bijna enkel uit een hoofd te bestaan. De major-werksters blijken zich bezig te houden met de verdediging van het nest, en waarschijnlijk ook met het malen van de zaden waaruit het dieet van de mieren hoofdzakelijk bestaat. Ze zorgen soms ook voor het gebroed.

## Soorten
Mark W. Moffett publiceerde in 1986 een revisie van het geslacht. Hij beschreef de volgende elf soorten:
- Acanthomyrmex basispinosus – Sulawesi (Indonesië)
- Acanthomyrmex careoscrobis – Sarawak (Maleisië)
- Acanthomyrmex concavus – Sarawak
- Acanthomyrmex crassispinus – Taiwan
- Acanthomyrmex dusun – Sarawak
- Acanthomyrmex ferox – Maleisisch Schiereiland, Borneo, Sumatra
- Acanthomyrmex foveolatus – Sarawak
- Acanthomyrmex laevis – Maleisisch Schiereiland
- Acanthomyrmex luciolae – Sri Lanka
- Acanthomyrmex mindanao – Filipijnen, Sarawak
- Acanthomyrmex notabilis – Molukken, Sulawesi

Later zijn nog beschreven:
- Acanthomyrmex glabfemoralis – China (Guangxi, Guangdong), Vietnam
- Acanthomyrmex humilis –  Vietnam
- Acanthomyrmex minus – Sumatra
- Acanthomyrmex padanensis – Sumatra
- Acanthomyrmex sulawesiensis – Sulawesi
- Acanthomyrmex thailandensis – Thailand